# 李開芳
李 開芳（り かいほう、Li Kaifang、1826年? - 1855年6月11日）は、太平天国の指導者の一人。チワン族出身。請王に封ぜられた。
広西省鬱林州出身。1851年、金田蜂起後、林鳳祥とともに先鋒大将を務め、長沙・岳州・漢陽・武昌の攻城戦に参加し、地官正丞相に任命された。南京攻略時も先鋒を務めた。
1853年5月、太平天国が北伐を開始すると、大将に任命された。1854年、北伐軍は糧食が尽き連鎮に退却したが、林鳳祥は援軍が山東省に来るとの報を聞き、李開芳の部隊を派遣して援軍を迎え入れさせようとした。しかし李開芳と援軍が合流する前に援軍は壊滅し、李開芳は高唐州に立てこもった。連鎮陥落後、清の将軍センゲリンチン（僧格林沁）は高唐州を包囲した。李開芳は包囲を突破して馮官屯に至ったが、そこもまた包囲されてしまい、清軍は運河の水を用いて水攻めを行った。李開芳は降伏すると見せかけて包囲を突破しようとしたが、センゲリンチンに見破られて失敗に終わった。李開芳は生け捕られ、北京で凌遲處死という残忍な方法で処刑された。